# Meeresströmungskraftwerk

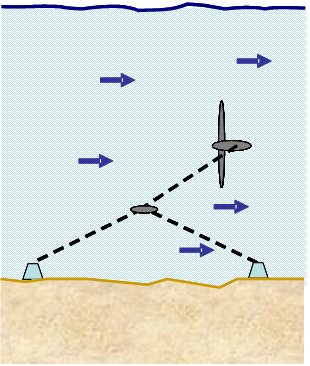
Kabelgebundene Meeresströmungsturbine

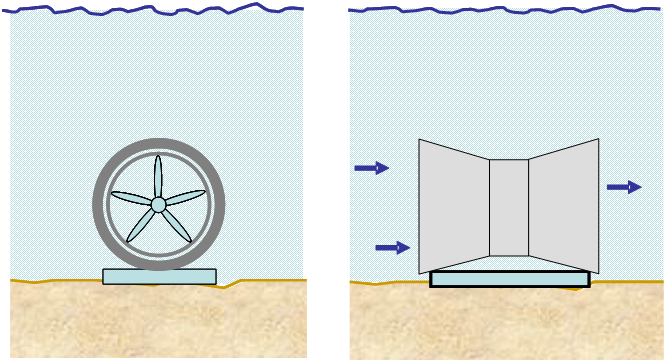
Meerbodenströmungsturbine

Ein Meeresströmungskraftwerk ist ein Wasserkraftwerk, das aus der natürlichen Meeresströmung Elektrizität erzeugt. Es wird dabei nicht, wie bei den meisten anderen Wasserkraftanlagen, ein Stauwerk errichtet, sondern die Turbine (eine Gezeitenturbine) steht – ähnlich einer modernen Windturbine – zum Beispiel an einem Mast frei in der Strömung.

## Vor- und Nachteile

### Vorteile
- Der entscheidende Vorteil von Meeresströmungskraftwerken ist, dass Meeresströmungen kontinuierlich fließen und sich daher sehr genau vorhersagen lassen. Die Qualität eines Standortes lässt sich sehr gut einschätzen. Die eingespeiste Strommenge ist weniger wetterabhängig als die von Windkraftanlagen oder Solarkraftwerken.
- Meeresströmungskraftwerke kommen zudem mit sehr niedrigen Strömungsgeschwindigkeiten aus, da die Dichte des Wassers etwa 800-mal größer als die der Luft ist.
- Kommerzielle Meeresströmungskraftwerke sollen in Gänze im Wasser eingetaucht sein, da eine Durchmischung der Wasserströmung mit Luft zu einem rapiden Sinken der Dichte der Strömung und damit einem Leistungseinbruch führen würde. Zudem werden in diesem Fall weitere Probleme, wie Korrosion (Rost) aufgrund höherer Luftzufuhr, vermieden. Dieser Sachverhalt führt auch dazu, dass keine sichtbare Veränderung der Landschaft stattfindet.
- Meeresströmungsturbinen sind im Betrieb ähnlich umweltverträglich wie Windkraftanlagen oder Solarkraftwerke, da die Turbinen keine Abfallstoffe wie zum Beispiel Kohlenstoffdioxid emittieren.
- Durch die langsame Rotation des Rotors sind Meeresströmungskraftwerke für Fische und andere Meerestiere wahrscheinlich ungefährlich. Diese Frage wird zurzeit noch genauer untersucht.

### Nachteile
- Meeresströmungskraftwerke sind gegenwärtig verglichen mit anderen regenerativen Energiequellen, insbesondere Windkraft- und Photovoltaikanlagen, aufgrund fehlender Massenfertigung noch teurer.
- In der Nähe der Anlagen ist nur dann effektiver Fischfang möglich, wenn der Wasserspiegel über der Turbine ausreichend hoch ist.
- Bei der Errichtung der Turbinen sind Wechselwirkungen mit möglichen Schiffsbewegungen zu berücksichtigen.
- Die Installation der Anlagen ist wasserbau- und stahlbautechnisch schwierig, so sind Bauarbeiten auf offener See oder in Flüssen besonders herausfordernd. Stahl, Beton und andere Baumaterialien müssen unterwassertauglich und gegen Salzangriff gerüstet sein. Zudem können sich am Fundament der Anlage Kolke bilden. Der Meeresboden in Nähe der Anlage wird eventuell ausgehöhlt oder unterspült. Die Wartung gestaltet sich aufwändig, da sich die Anlagen unter Wasser befinden und dadurch schwer zu erreichen sind.
- Die Turbinen entziehen der Strömung Energie (prinzipiell wie Windkraftanlagen). Dies kann Auswirkungen auf das Verhalten von Meerestieren haben, die bestimmte Strömungen bevorzugen. Außerdem kann dies Einfluss auf den Transport von Sedimenten haben, da die Bewegung des Meeresbodens vor allem von der Strömung abhängt.
- Die Turbinen verursachen Lärm, der sich unter Wasser ausbreitet.

## Europäische Potenziale und Entwicklungen
In Europa lassen sich (Stand: vor 2007) etwa 2–3 % des Stromverbrauchs mit dieser Technik decken, in Großbritannien etwa 20 %.
In Deutschland ist das Potenzial sehr gering. Als einziger Standort wird vom Wissenschaftlichen Dienst des Deutschen Bundestags der Strömungsbereich südlich der Insel Sylt aufgeführt. Dieser liegt allerdings im Nationalpark Schleswig-Holsteinisches Wattenmeer und das Wasser ist dort nicht tief genug, um Anlagen in der Größe der Seaflow-Anlage zu installieren.
Allgemein lässt sich sagen (Stand: vor 2007), dass die Entwicklung in Europa dahin geht, viele große Anlagen zu Parks zusammenzuschließen, ähnlich wie Windparks. In den USA werden auch kleinere Anlagen entwickelt, die teilweise direkt an den Energieendverbraucher angeschlossen werden sollen.

## Ausgeführte Anlagen
In Europa gibt es über hundert mögliche Standorte; weltweit wurden bisher nur wenige Meeresströmungskraftwerke gebaut:

### MeyGen
Das bisher leistungsstärkste Meeresströmungskraftwerk ist „MeyGen“, gelegen in der Meerenge Pentland Firth zwischen dem schottischen Festland und den Orkney-Inseln. Seit 2016 liefern die ersten Turbinen Strom. Voll ausgebaut soll MeyGen fast 400 Megawatt Leistung erbringen können.
Im Dezember 2014 wurde von Atlantis Resources in Edinburgh der Baubeginn für insgesamt 269 Turbinen mit einer endgültigen Gesamtleistung von 398 MW und einem Regelarbeitsvermögen entsprechend dem Stromverbrauch von ca. 175.000 Haushalten bekannt gegeben. Die ersten beiden Turbinen mit je 1,5 MW von Andritz Hydro gingen Ende 2016 in Betrieb, 2017 wurden zwei weitere Turbinen mit ebenfalls 1,5 MW installiert, sodass die Nennleistung im Oktober 2017 bei 6 MW lag. Der Ausbau auf 269 Turbinen soll bis 2022 abgeschlossen sein.

### Hammerfest
Das weltweit erste Unterwasser-Kraftwerk ging 2003 im norwegischen Hammerfest ans Netz. Noch im Jahr 2008 war dies der weltweit einzige Generator, der tatsächlich Unterwasserstrom erzeugte.

### Minas-Becken / Fundy Bay
Im Probebetrieb lief von Herbst 2016 bis Sommer 2018 im Minas-Becken, einem Seitenarm der Fundy Bay in Neuschottland am Burntcoat Head nahe der Stadt Parrsboro ein Kraftwerk, das auf Grund seines Eigengewichts frei im Wasser schwebte. Das Gerät hatte 16 Meter Turbinendurchmesser, 20 Meter Gesamthöhe und etwa 1000 Tonnen Gesamtgewicht (davon 700 t Fundament zum Beschweren) und sollte bis zu 2 Megawatt erzeugen. Fische konnten durch eine mittige Öffnung die Anlage durchqueren, zudem drehten sich die Rotorblätter langsam. Der Generator saß im äußeren Ring, das Meerwasser sorgte für die Schmierung, wodurch keine öligen Schmierstoffe eingesetzt wurden. Die Turbinen arbeiteten in beiden Strömungsrichtungen, die hier vorhanden sind. Im Minas-Becken gibt es wegen des hohen Tidenhubs mit großen ein- und ausströmenden Wassermengen vier weitere Planungs-Vorhaben mit unterschiedlichen technischen Ausführungen.
Dieses Projekt wurde im Sommer 2018 wegen nicht zu überwindender Schwierigkeiten beendet, der Betreiber ging in Konkurs. Die Hauptprobleme waren Materialermüdung und -zerstörung durch Steine im Wasser, ins Gerät eindringendes Wasser, welches die Elektronik störte, und sehr hohe Kosten durch den Einsatz von Tauchern bei Wartung und Reparaturen.
Aktuell laufende Projekte dort sind z. B. Force 1 (Stapellauf Februar 2021) und geplante Erweiterung Force 2.

### Scotrenewables SR 2000 und Nachfolger Orbital O2, Orkney

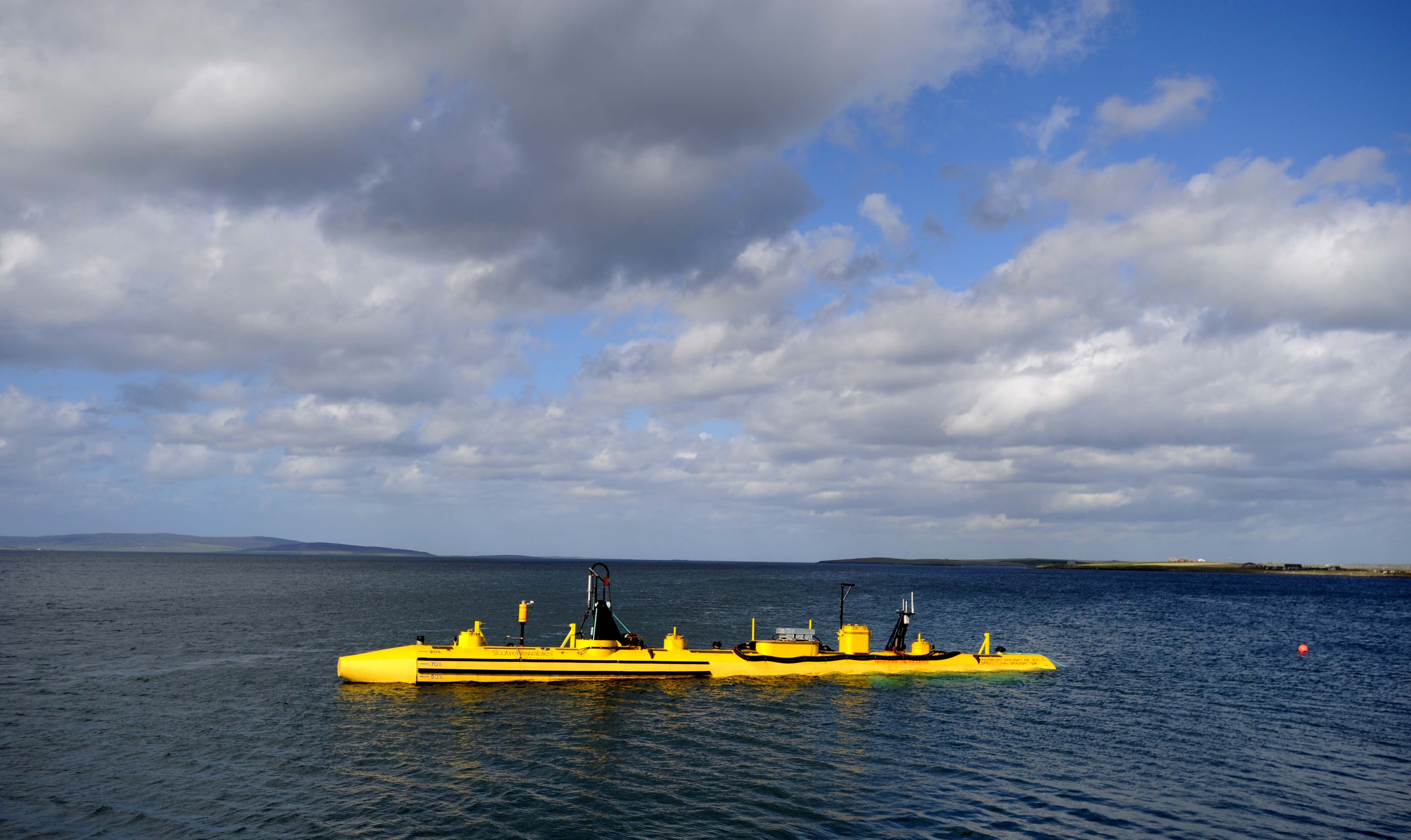
Scotrenewables SR 2000

Im Meer im Norden Schottlands wird seit 2017 eine schwimmende, wie ein Schiff gebaute längliche Plattform getestet, die am Meeresboden mit vier Seilen verankert ist und an der zwei unten hängende Propeller die Generatoren antreiben. Dieses Modell „Scotrenewables SR 2000“ mit einer 2 MW-Turbine hat zwischen 2017 und August 2018 etwa 3 GWh elektrische Energie aus der Meeresströmung gewonnen. Diese Menge ist mehr, als alle Wellen- und Gezeitenkraftwerke Schottlands in den 12 Jahren vor der Fertigstellung dieses neuen Systems ans Netz lieferten. Die Bauart macht dieses schwimmende Modell leicht zu warten, weil es wie ein Schiff auf einem Dock gebaut und bei Bedarf wieder an Land gebracht werden kann. Am Einsatzort braucht es nur eine Verankerung am Meeresboden. Für den Weg zwischen Dock und Einsatzstelle werden die untenliegenden Turbinen hochgeklappt, um den Tiefgang zu vermindern.
Im August 2018 wurde zusammenfassend ein Erfolg gemeldet: Die Gezeitenturbine SR 2000 vom Betreiber European Marine Energy Centre EMEC wurde in Schottland vor den Orkney-Inseln ein Jahr lang mit sehr gutem Ergebnis getestet. Diese derzeit stärkste Gezeitenstromturbine der Welt kann 830 Haushalte versorgen und hat zeitweise ein Viertel des auf der ganzen Insel benötigten Stroms bereitgestellt. Das Unternehmen spricht daher von einem Rekord. Die Turbine konnte kostengünstig Strom erzeugen, da sie auch im Winter leicht zu erreichen war. „Weil wir dafür Schiffe einsetzen konnten, ließen sich die Betriebskosten und die Verluste durch Ausfälle gering halten. Auch wenn das System noch in der Testphase ist und es unsere erste Turbine in diesem großen Maßstab ist, so hat dieses erste Jahr gezeigt, dass seine Leistung auf dem Niveau von anderen, ausgereiften erneuerbaren Technologien liegt“, so die Betreiber. Sie sind davon überzeugt, dass das neue System zusammen mit den 8 Gigawattstunden, die im vergangenen Jahr im Projekt Meygen in der Nähe erzeugt worden sind, die Marktfähigkeit der Gezeitenkraft beweisen wird. „Bei der Umstellung zu einem komplett erneuerbaren System ist es wirklich wichtig, dass wir viele verschiedene Stromquellen haben“, kommentierte Gina Hanrahan vom schottischen WWF-Büro den erfolgreichen Ein-Jahres-Test.
Inzwischen wurde die Anlage SR 2000 durch einen größeren Nachfolger Orbital O2 ersetzt und die Firma umbenannt in Orbital Marine Power Ltd. Elektrischer Strom aus solchen Gezeitenturbinen gilt als relativ gut vorhersagbar. Energieforscher schätzen das weltweite Potenzial für diese Meeresenergie auf etwa 1.500 TWh im Jahr, wovon circa 10 % auf Europa entfallen. Insgesamt entspricht diese Energiemenge knapp 6,2 % der weltweiten Energieproduktion im Jahr 2015 (24.255 TWh).

### Ramsey Sound
Im Sommer 2012 wurde am Ramsey Sound (West Wales) ein 1,2-MW-Meeresströmungskraftwerk für einen Testlauf von 12 Monaten errichtet. Ein Modul aus drei dreiblättrigen Turbinen wurde auf einer Wassertiefe von 31 m versenkt und mit einem unterseeischen Kabel mit einer Festlandstation verbunden. Dort wird der Strom auf 33 kV transformiert und ins öffentliche Netz eingespeist. Da das Modul nicht fest verankert ist, sondern durch seine spezielle Konstruktion auf Position bleibt, ist der Eingriff in die Natur minimal – eine Voraussetzung, warum diese Anlage die Genehmigung im Pembrokeshire-Coast-Nationalpark erhielt. Eine strenge Überwachung (unter anderem mit IR-Unterwasser-Kameras an allen Turbinen) begleitet den Test. Vor allem die Auswirkungen auf die Umwelt und die Veränderung der Strömung sollen dabei untersucht werden.
Das Modul ist so gestaltet, dass beliebig viele an einem Standort gruppiert werden können. Der nächste Schritt wird ein Testlauf mit mehreren Modulen sein, um die gegenseitige Beeinflussung der Turbinen zu untersuchen.
Der Sund zwischen Ramsey Island und dem Festland ist gekennzeichnet durch extreme Gezeitenströme, die bis zu 7 kn erreichen können. Der Sund verläuft in Nord-Süd-Richtung und die Insel bietet der Anlage Schutz vor Stürmen und schwerem Wellenschlag.

### Seaflow (Großbritannien, 2003)
Das Kraftwerk Seaflow, ein 2003 gebauter Prototyp mit einer Nennleistung von 300 kW, wurde aus Kostengründen nie an das Stromnetz angeschlossen. Die im Probebetrieb gewonnenen Erkenntnisse wurden im Nachfolgeprojekt SeaGen umgesetzt.

### SeaGen (Nordirland, 2008–2017)
Das Gezeitenkraftwerk Strangford (auch kurz SeaGen genannt) in der Meerenge von Strangford, County Down, Nordirland, war ab 2008 im regulären, kommerziellen Betrieb. 2017 wurden die Anlagen abgebaut.

### Roosevelt Island Tidal Energy (RITE)
Eine Demonstrationsanlage zur Energiegewinnung aus der Gezeitenströmung mit einer Leistung von 210 kW wurde von 2006 bis 2009 auf dem Grund des East River in New York City betrieben. Allerdings erwies sich die Strömung als so stark, dass Turbinenblätter abgerissen wurden. Ein verbesserter Neuaufbau ist bis heute (Stand: Oktober 2019) über das Planungsstadium nicht hinausgekommen.

### OpenHydro
Nova Scotia Power und sein Technikpartner OpenHydro hatten 2009 eine Meeresturbine mit einer Leistung von 1 Megawatt (MW) konstruiert, die für eine Meeresenergie-Testanlage vor Neuschottland ins Wasser gelassen wurde. Die für den Durchlass von Fischen mittig offene Turbine wurde von OpenHydro in Irland hergestellt. Die Turbine ruhte direkt auf dem Meeresboden. Die 10 Meter große Turbine hat den Testbetrieb nicht bestanden. Das Ziel war, die Umweltverträglichkeit und die zukünftige Wirtschaftlichkeit eines im Wasser stehenden Kraftwerks zu ermitteln, ferner sollte der Testbetrieb die Robustheit der Turbine im rauen Umfeld prüfen. Im Dezember 2010 wurde der Prototyp geborgen, die Rotoren waren abgebrochen, weil die mechanische Belastung zu groß gewesen war.
Zum erfolglosen Nachfolgemodell des Konsortiums Cape Sharp Tidal siehe die Angaben oben unter 'Ausgeführte Anlagen' (Fundy Bay).
Im März 2010 erhielt die Firma OpenHydro zusammen mit Scottrenewables die Exklusivrechte zur Entwicklung einer 200-MW-Energieanlage bei Cantick Head im Pentland Firth vor der Nordküste Schottlands.
In der Bretagne vor Paimpol ist seit 2011 unter dem Namen Arcouest ein Kraftwerk mit vier 16-m-Rotoren und 0,5 MW Nennleistung installiert.

### Sonstige
- Nach einem einjährigen Testlauf in einem Modellkraftwerk nahe der südkoreanischen Insel Jindo 2010 baute Voith eine Ein-Megawatt-Maschine im 1:1-Maßstab und entwickelte die Strömungsturbinentechnologie am European Marine Energy Centre (EMEC) in Schottland weiter. Eine von Voith am Standort Heidenheim gebaute Test-Turbine war von 2013 bis 2015 vor der schottischen Orkney-Insel Eday installiert.[19]

- Kobold (Straße von Messina, Prototyp 2003)[20]

- Sabella D10 in Brest (Frankreich) (2015)

## Kombinationsmöglichkeiten mit Windkraftwerken
Während die Kombination der Wellenenergie mit Offshorewindkraft unproblematisch ist, sind bei der Kombination mit der Strömungsenergie größere Herausforderungen zu überwinden.
Ideal ist eine gleichgerichtete Bewegung von Wind und Wasser. Diese Verhältnisse sind aber nur an den Passatgürteln zu finden.